# 縱帶穗肩䲁
縱帶穗肩䲁（學名：Cirripectes kuwamurai），又稱縱帶項鬚䲁，為輻鰭魚綱鳚形目䲁科穗肩䲁屬的一種，分布於西北太平洋日本和歌山縣白濱町海域，深度0至5公尺，本魚體呈長橢圓形且側扁，上唇小圓齒41，鰓耙19-24，頭部感覺孔系統複雜，眶上13觸鬚，鼻10觸鬚，頸項30觸鬚，全身無鱗片，體全身褐色，頭部有猩紅色網紋，身體有5條猩紅色條紋；背鰭有紅色斑點和遠端邊緣，背鰭膜與尾鰭相連，最後一根棘上有一深凹口，第一根棘幾乎與第二根棘相同或略高，背鰭硬棘12枚、背鰭軟條16枚、臀鰭硬棘2枚、臀鰭軟條17枚，體長可達5.6公分，成魚棲息在岩岸淺水區，通常躲在洞穴，一旦遇危險時以倒游方式躲入小洞穴中，僅露出頭部注視敵人，具領域性，幼魚為浮游性，雌魚產附著性卵，雄魚有護卵行為。